# Blepharis paradoxa
Blepharis paradoxa là một loài thực vật có hoa trong họ Ô rô. Loài này được Fritsch mô tả khoa học đầu tiên năm 1890.